# Al-Hattab
Muhammad Abu 'Abd Allah ibn Muhammad at-Tarabulsi al-Hattab al-Ru'yani (21 de maio de 1497 – 1547 EC) (902 AH – 954 AH) (em árabe: محمد أبو عبدالله بن محمد الحطاب الرعيني), mais comumente referido na erudição islâmica como al-Hattab ou Imam al-Hattab, foi um jurista muçulmano do século XVI EC de Trípoli, a capital da atual Líbia. Al-Hattab foi um estudioso da escola maliquita de jurisprudência islâmica (fiqh). Seu livro Mawahib al-Jalil, que foi um dos primeiros comentários importantes sobre o Mukhtassar (Texto Conciso) de Khalil, é considerado um dos melhores e mais completos comentários na escola de direito maliquita.

## Vida

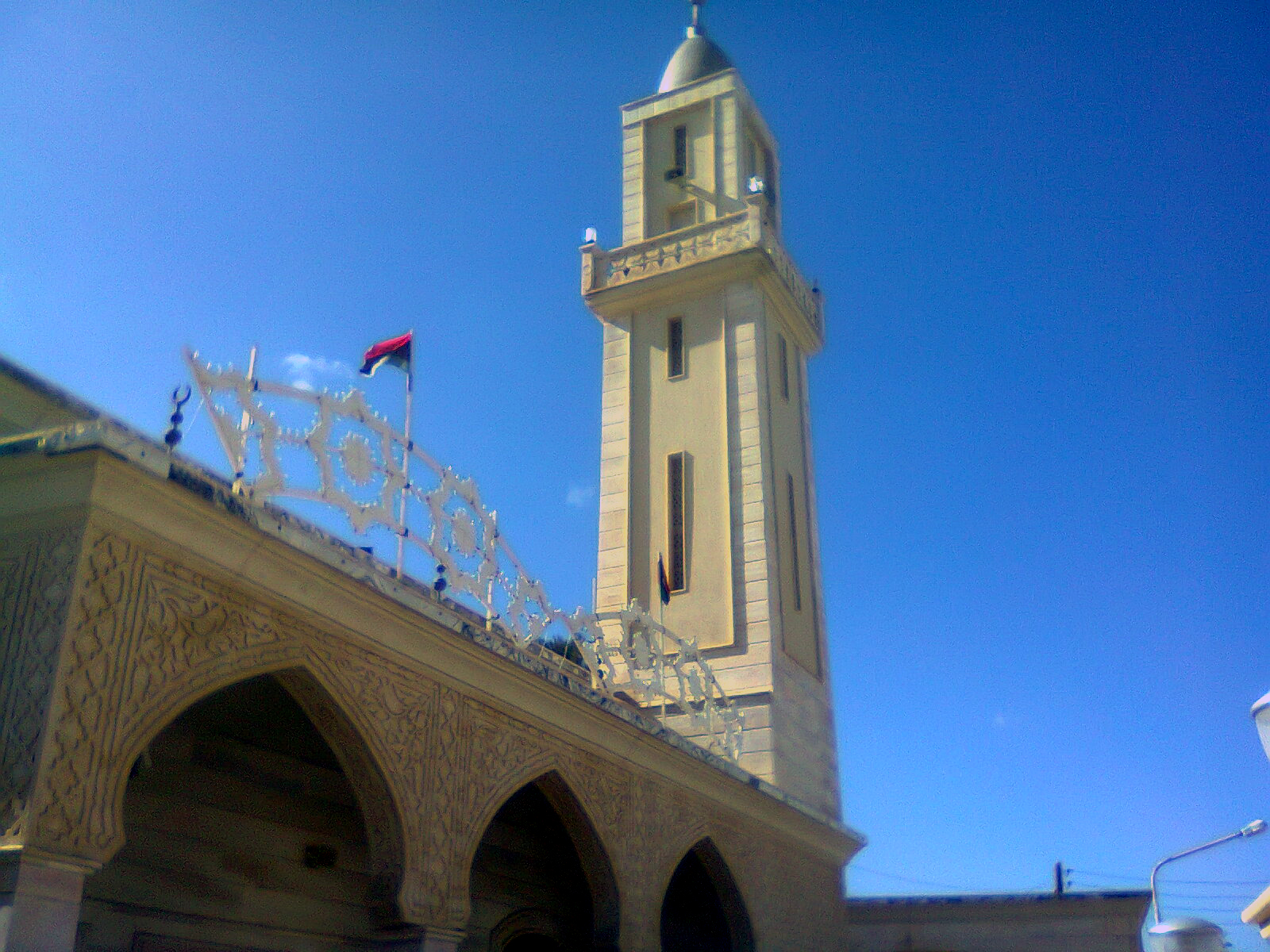
A Zawiya e Mesquita Hattab em Tajura, Líbia, onde o pai de al-Hattab, Muhammad ibn Abdur-Rahman, está enterrado. Os dois são frequentemente confundidos em livros de direito islâmico, pois ambos têm o mesmo primeiro e último nome e ambos foram juristas realizados. O local de sepultamento real de al-Hattab é desconhecido.

Al-Hattab nasceu em Meca no dia 18 de Ramadã (o mês sagrado muçulmano de jejum) em 902 AH (21 de maio de 1497 EC). Sua linhagem era da família andaluza Ru'yani, que imigrou da Andaluzia para a Tripolitânia e era conhecida por seus eruditos. Seu pai, de mesmo nome, Muhammad al-Hattab, emigrou para Meca com toda a sua família durante o enfraquecimento do governo da dinastia Haféssida em Trípoli, antes da conquista do norte da África pela Espanha dos Habsburgos. Al-Hattab às vezes é referido como al-Hattab al-Saghir (Al-Hattab o Jovem) para diferenciá-lo de seu pai, e era o mais velho de seus três filhos. Ele também é às vezes conhecido como Hattab al-Abb (Hattab o Pai), enquanto seu pai é Hattab al-Jadd (Hattab o Avô), e seu filho mais famoso, Yahya, que também foi um estudioso, é conhecido como Hattab al-Ibn (Hattab o Filho).
Al-Hattab inicialmente estudou sob a orientação de seu pai, que ocupava um título religioso em Meca. Ele aprendeu o Alcorão desde tenra idade. Também estudou hadith sob os discípulos diretos de alguns dos mais importantes estudiosos da história islâmica, como al-Suyuti, Ibn Hajar al-Asqalani e al-Sakhawi. Muhammad estudou a maioria das outras ciências islâmicas com seu pai, no entanto, que era ele próprio um estudioso respeitado por mérito próprio e um aluno de Al-Sakhawi. Al-Hattab aprendeu seu fiqh (jurisprudência) em particular com seu pai, um campo no qual ele mais tarde se destacaria e se tornaria famoso. Ele estudou muitos textos sob sua tutela, incluindo o Muwatta do Imam Malik, a Mudawwana de Sahnun, a Risala de Ibn Abi Zayd, o Tamhid de Ibn 'Abd al-Barr, as Muqaddimaat de Averróis, o Dhakira de al-Qarafi, o Sharh al-'Umda de al-Fakihani, o Mukhtassar de Khalil, bem como muitos outros textos primários da escola maliquita.
Al-Hattab posteriormente iniciou um período de viagens pelo mundo islâmico, tanto no Oriente quanto no Ocidente. Ele passou um período estudando particularmente no Egito, mas depois retornou a Trípoli com seu pai. Quando retornou a Trípoli, seus círculos de estudo se tornaram tão populares que muitos sufis na cidade preferiam assistir às suas aulas em vez de suas sessões de recordação (dhikr). Ele passou muito de seu tempo cuidando de seu pai durante esse período de sua vida. Al-Hattab morreu relativamente jovem, e há diferentes relatos sobre onde ele realmente morreu, se em Meca ou em Trípoli.
Seu legado intelectual é melhor incorporado em suas obras de Jurisprudência Islâmica (fiqh). Seu Mawahib al-Jalil em particular é um dos textos importantes no fiqh maliquita e é amplamente considerado como o melhor comentário sobre o Texto Conciso de Khalil. Outra de suas obras famosas é Qurrat al-'Ayn, que é um texto curto que expõe o Waraqat do Imam al-Juwayni, um texto-chave em Usul (Metodologia Jurídica Islâmica).